# 佐藤紀子 (モンゴル研究者)
佐藤 紀子（さとう のりこ、1943年2月11日 - ）は、日本のモンゴル研究者。現特定非営利活動法人日本モンゴル文化経済協会会長。1990年7月、モンゴル初訪問以降日本モンゴルの架け橋として30年、モンゴル訪問回数は200回を超える。大阪府堺市在住。

## 経歴
- 1943年、満州錦州省錦州市生まれ。父は満鉄病院勤務で漢方医。敗戦後、1946年11月に引き揚げ。幼年期は郷里の山口県で過ごす。父に職がないため、母の郷里高知県で調剤薬局開業。小学校・中学時代は高知市で育つ。父が山口県立中央病院薬局長として迎えられ、再び郷里の山口へ戻る。
- 桜美林短期大学、山口県歯科衛生士学院卒業。
- 結婚後大阪で暮らす。1男1女。
- 1970年代から約30年間、生活協同組合の役員として食の安全と環境問題に取り組む。
- 1989年 - 日本の環境保護、生協活動などに携わる中、琵琶湖湖畔で開催された「バイカルフォーラム（世界淡水湖保護国際）」において司会。モンゴルからの参加者ジャーナリストのTs Baldorjと知り合う。以降、彼とともに社会主義から民主化したばかりのモンゴルにおいて様々な取り組みを開始することになる。
- 1990年 - モンゴル国初訪問。モンゴルで開催された世界淡水湖保護国際バイガルフォーラム・フブスグル会議に参加。
- 1991年 - 日本モンゴル文化経済交流協会設立（会長就任）。賛同者175名とともにモンゴル国において国際交流開催。以降、例年行事となる。
  - 石鹸プラントと石鹸製造技術移転。
  - デンタルクリニック・エネレルを拠点に歯科医療活動。日本側歯科医師黒田耕平、モンゴル国側歯科医師イチンホルロー女史らと医療生協づくりを目指す。佐藤は歯科衛生士。
  - モンゴル民族の楽器・馬頭琴を中心としたモンゴル音楽を日本へ紹介。モンゴル国立馬頭琴交響楽団の全員での日本公演は13回に及ぶ。
- 1993年 - ノモンハン戦争跡地慰霊。以降2019年までに7回慰霊の旅。
- 1997年 - モンゴル国ナツァギーン・バガバンディ大統領よりナイラムダル（友好）勲章受賞。
- 1998年 - 「在大阪モンゴル国名誉領事」任命に伴い「在大阪モンゴル国名誉領事館」を開設。
- 2001年 - ノモンハン戦跡に慰霊碑建立（京都知恩院）。日本（知恩院、聖護院など参加）モンゴル、ロシア3か国の僧侶と慰霊。
- 2008年 - モンゴル国政府から「北極星勲章（Altan Gadas odon）」受賞。
- 2010年春、モンゴル国大統領及びウランバートル市の植林プロジェクトにたいして、JICAプログラムにより植林専門家育成を目的とした「蒼いウランバートル」実行委員会会長。これは北海道地域提案型プログラムとして北海道庁内に事務局を置く。
- 2012年 - 「在大阪モンゴル国総領事館」開設に伴いモンゴル国名誉領事退任。引き続きモンゴル国より要請を受けて「モンゴル国名誉文化大使」就任。
- 2014年 - 日本国外務大臣表彰受賞（岸田文雄外相）。
- 2015年 - モンゴル国立庭園公園造成プロジェクトの一角で3ヘクタールの植樹協力開始。
- 2016年 - 「モンゴル国文化大使」就任。
- 2017年 - 在大阪モンゴル国名誉領事館時代から協力団体である日本モンゴル関西友好協会（2009年11月特定非営利活動法人として認証）と統合し、新たに名称を「特定非営利活動法人日本モンゴル文化経済交流協会」と改める。
- 出版等
  - 『モンゴル国初代大統領・オチルバト回想録』（明石書店）企画出版（1998年）
  - 『家族のフォークロア～消費文化に抗して～』（岩波書店、共著、1991年）
  - ノロヴバンザド著『歌うために生まれてきた』企画出版 （モンゴル語）
  - チメドツェイエー収録『モンゴル民謡聞き取り』企画出版（モンゴル語）
- 「蒼いウランバートル」プロジェクトはJICAによる植林専門家育成事業も含めて2021年現在も継続・進行中、事務局は北海道庁内。

| スタブアイコン | サブスタブ | この項目は、まだ閲覧者の調べものの参照としては役立たない、人物に関連した書きかけの項目です。この項目を加筆・訂正などしてくださる協力者を求めています（P:人物伝/PJ:人物伝）。 |